# Weil im Schönbuch
Weil im Schönbuch è un comune tedesco di 10 006 abitanti, situato nel land del Baden-Württemberg.